# Naturschutzgebiet Oberes Wannebachtal

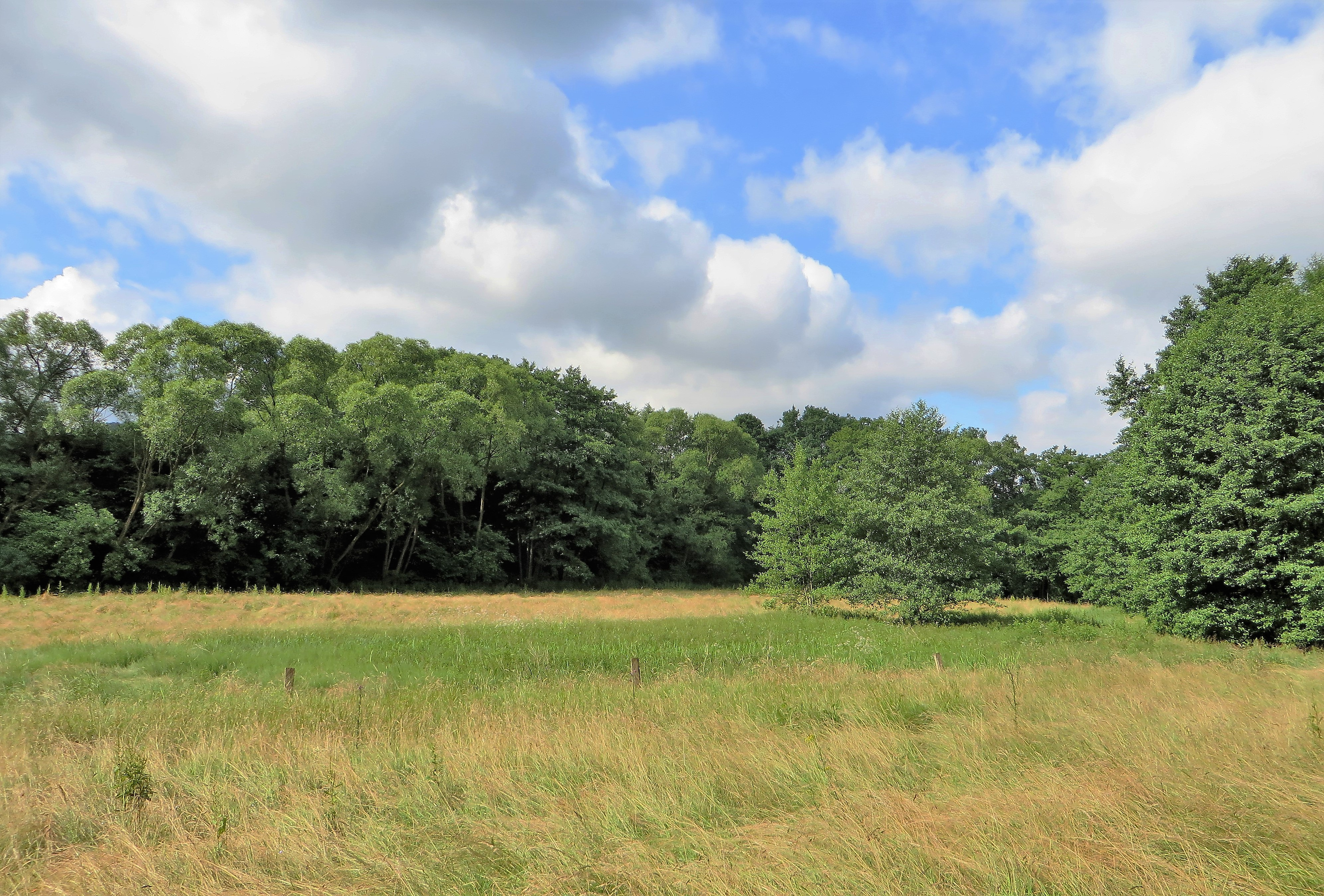
Das Naturschutzgebiet Oberes Wannebachtal (2016)

Das Naturschutzgebiet Oberes Wannebachtal befindet sich auf dem Gebiet der kreisfreien Stadt Hagen in Nordrhein-Westfalen. Das Naturschutzgebiet liegt im Hagener Stadtteil Berchum östlich von Stüpperberg entlang des Wannebaches. Teile des Mittel- und Unterlaufs des Wannebaches befinden sich im Naturschutzgebiet Unteres Wannebachtal. Das Schutzgebiet umfasst den Talraum des Wannebaches mit dem von Erlen und Weiden begleiteten Bachverlauf, Feuchtwiesen und Feuchtweiden sowie umgebende Laubwaldbereiche. Bachaufwärts schließen sich zahlreiche Zuflüsse und Quellfluren an.

## Bedeutung
Das 18,6197 ha große Gebiet ist seit 1992 unter der Kennung HA-014 wegen der besonderen Eigenart und der hervorragenden Schönheit des Oberlaufes des Wannebaches als Naturschutzgebiet ausgewiesen. Schutzziel ist die Erhaltung und Wiederherstellung von Lebensgemeinschaften oder Lebensstätten bestimmter wildlebender Pflanzen- und wildlebender Tierarten im Talraum des Wannebaches und der Erhalt und die Förderung des von einer extensiven Nutzung abhängigen Feuchtgrünlandes sowie uferbegleitender und feuchtigkeitliebender Krautfluren mit ihren charakteristischen Pflanzen- und Tierarten.